# Sant Alari (Erau)
Sant Alari de Belvéser (en francès Saint-Hilaire-de-Beauvoir) és un municipi occità del Llenguadoc, situat a la regió d'Occitània, al departament de l'Erau.